# Стяуа (стадіон)
Стадіон «Стяуа» (рум. Stadionul Steaua), неофіційно відомий також як «Генча» (Ghencea) — футбольний стадіон у Бухаресті, Румунія, який був домашньою ареною клубу «Стяуа» з моменту відкриття у 1974 році до 2015 року.

## Історія
Стадіон було відкрито 9 квітня 1974 року, коли «Стяуа» провело товариську гру проти югославського клубу ОФК Белград (2-2). Георге Тетару став першим гравцем, який забив на новому стадіоні. У той час це був один з перших футбольних стадіонів, що колись були побудовані в Румунії, оскільки тут не було легкоатлетичних доріжок, а трибуни знаходялись дуже близько до поля.

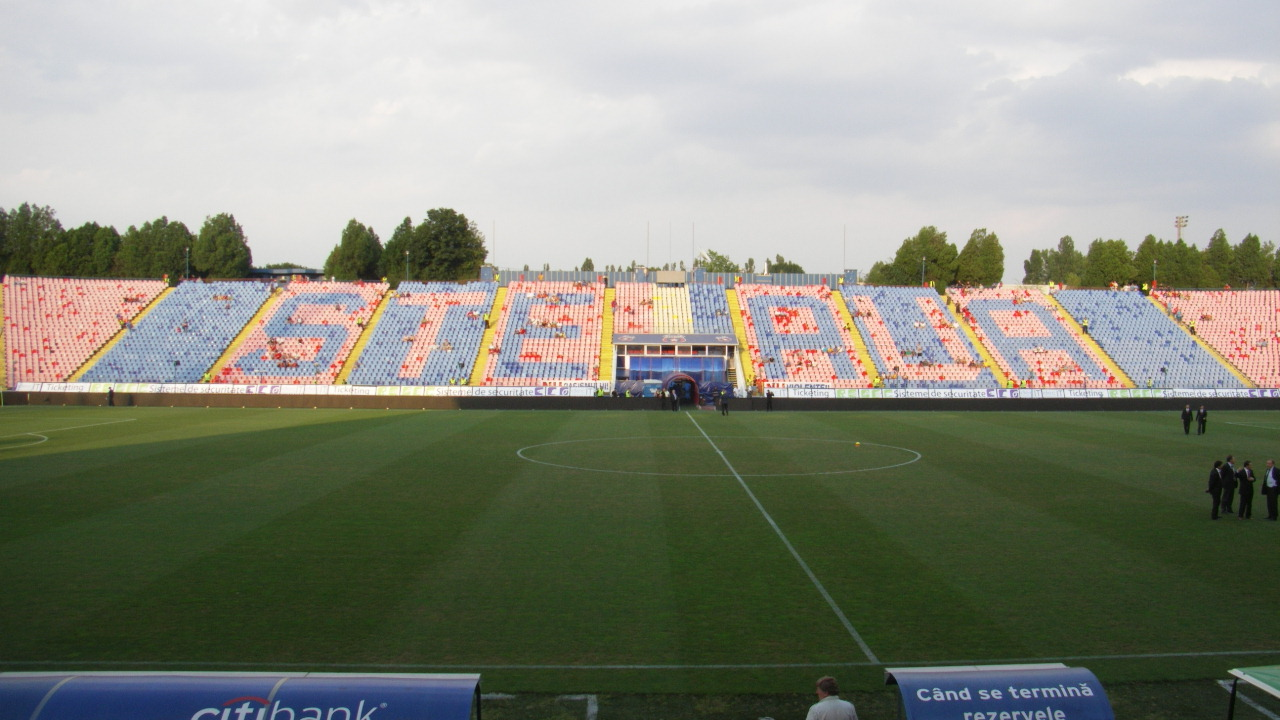
Стадіон у 2009 році.

Первісна місткість становила 30 000, але в 1991 році, коли були встановлені індивідуальні пластикові сидіння, місткість знизилася до 28 365, разом із 126 місцями для преси, 440 місць у VIP-коробках та 733 VIP-крісла. Система освітлення прожекторами з потужністю 1400 люкс була відкрита в 1991 році.
Стадіон був реконструйований у 1996 та 2006 роках, щоб приймати матчі Ліги чемпіонів УЄФА. Також на арені проходили матчі молодіжного чемпіонату Європи з футболу 1998 року, в тому числі і фінальна гра.
Після конфлікту між Спортивним клубом армії «Стяуа» та футбольним клубом «Стяуа», в результаті якого футбольну команду позбавили назви, останній перемістився на Національний стадіон, а стадіон «Стяуа», що залишився в управлінні спортивного клубу, швидко став погіршуватись, перетворившись на руїну. Навіть після того, як спортивний клуб відновив свою футбольну команду у 2017 році, яка стала виступати у четвертій лізі, вона не проводила матчі на цьому стадіоні. 
В результаті стадіон був повністю знесений у 2018 році з метою збудувати зовсім нову арену, яку планується відкрити в 2020 році і зробити тренувальним полем для збірних чемпіонату Європи 2020 року.

## Збірна Румунії з футболу
Наступні матчі національної збірної відбулися на стадіоні:
| #   | Дата              | Рахунок | Суперник             | Турнір                           |
| --- | ----------------- | ------- | -------------------- | -------------------------------- |
| 1.  | 23 березня 1977   | 4–0     | Туреччина            | Балканський кубок                |
| 2.  | 16 квітня 1977    | 1–0     | Іспанія              | Кваліфікація на ЧС-1978          |
| 3.  | 27 квітня 1977    | 1–1     | НДР                  | Товариський матч                 |
| 4.  | 21 вересня 1977   | 6–1     | Греція               | Товариський матч                 |
| 5.  | 13 листопада 1977 | 4–6     | Югославія            | Кваліфікація на ЧС-1978          |
| 6.  | 11 жовтня 1978    | 1–0     | Польща               | Товариський матч                 |
| 7.  | 25 жовтня 1978    | 3–2     | Югославія            | Кваліфікація на Євро-1980        |
| 8.  | 21 березня 1979   | 3–0     | Греція               | Товариський матч                 |
| 9.  | 24 серпня 1983    | 1–0     | НДР                  | Товариський матч                 |
| 10. | 10 вересня 1986   | 4–0     | Австрія              | Кваліфікація на Євро-1988        |
| 11. | 25 березня 1987   | 5–1     | Албанія              | Кваліфікація на Євро-1988        |
| 12. | 29 квітня 1987    | 3–1     | Іспанія              | Кваліфікація на Євро-1988        |
| 13. | 7 жовтня 1987     | 2–2     | Греція               | Товариський матч                 |
| 14. | 2 листопада 1988  | 3–0     | Греція               | Кваліфікація на ЧС-1990          |
| 15. | 17 травня 1989    | 1–0     | Болгарія             | Кваліфікація на ЧС-1990          |
| 16. | 15 листопада 1989 | 3–1     | Данія                | Кваліфікація на ЧС-1990          |
| 17. | 26 вересня 1990   | 2–1     | Польща               | Товариський матч                 |
| 18. | 17 жовтня 1990    | 0–3     | Болгарія             | Кваліфікація на Євро-1992        |
| 19. | 5 грудня 1990     | 6–0     | Сан-Марино           | Кваліфікація на Євро-1992        |
| 20. | 16 жовтня 1991    | 1–0     | Шотландія            | Кваліфікація на Євро-1992        |
| 21. | 13 листопада 1991 | 1–0     | Швейцарія            | Кваліфікація на Євро-1992        |
| 22. | 8 квітня 1992     | 2–0     | Латвія               | Товариський матч                 |
| 23. | 6 травня 1992     | 7–0     | Фарерські острови    | Кваліфікація на ЧС-1994          |
| 24. | 20 травня 1992    | 5–1     | Уельс                | Кваліфікація на ЧС-1994          |
| 25. | 14 листопада 1992 | 1–1     | Чехословаччина       | Кваліфікація на ЧС-1994          |
| 26. | 14 квітня 1993    | 2–1     | Кіпр                 | Кваліфікація на ЧС-1994          |
| 27. | 22 вересня 1993   | 1–0     | Ізраїль              | Товариський матч                 |
| 28. | 13 жовтня 1993    | 2–1     | Бельгія              | Кваліфікація на ЧС-1994          |
| 29. | 20 квітня 1994    | 2–0     | Болівія              | Товариський матч                 |
| 30. | 25 травня 1994    | 2–0     | Нігерія              | Товариський матч                 |
| 31. | 1 June 1994       | 0–0     | Словенія             | Товариський матч                 |
| 32. | 7 вересня 1994    | 3–0     | Азербайджан          | Кваліфікація на Євро-1996        |
| 33. | 12 листопада 1994 | 3–2     | Словаччина           | Кваліфікація на Євро-1996        |
| 34. | 29 березня 1995   | 2–1     | Польща               | Кваліфікація на Євро-1996        |
| 35. | 7 June 1995       | 2–1     | Ізраїль              | Кваліфікація на Євро-1996        |
| 36. | 11 жовтня 1995    | 1–3     | Франція              | Кваліфікація на Євро-1996        |
| 37. | 24 квітня 1996    | 5–0     | Грузія               | Товариський матч                 |
| 38. | 1 June 1996       | 3–1     | Молдова              | Товариський матч                 |
| 39. | 14 серпня 1996    | 2–0     | Ізраїль              | Товариський матч                 |
| 40. | 31 серпня 1996    | 3–0     | Литва                | Кваліфікація на ЧС-1998          |
| 41. | 29 березня 1997   | 8–0     | Ліхтенштейн          | Кваліфікація на ЧС-1998          |
| 42. | 30 квітня 1997    | 1–0     | Ірландія             | Кваліфікація на ЧС-1998          |
| 43. | 20 серпня 1997    | 4–2     | Республіка Македонія | Кваліфікація на ЧС-1998          |
| 44. | 10 вересня 1997   | 4–0     | Ісландія             | Кваліфікація на ЧС-1998          |
| 45. | 18 березня 1998   | 0–1     | Ізраїль              | Товариський матч                 |
| 46. | 3 June 1998       | 3–2     | Парагвай             | Товариський матч                 |
| 47. | 2 вересня 1998    | 7–0     | Ліхтенштейн          | Кваліфікація на Євро-2000        |
| 48. | 28 квітня 1999    | 1–0     | Бельгія              | Товариський матч                 |
| 49. | 5 June 1999       | 2–0     | Угорщина             | Кваліфікація на Євро-2000        |
| 50. | 9 June 1999       | 4–0     | Азербайджан          | Кваліфікація на Євро-2000        |
| 51. | 8 вересня 1999    | 1–1     | Португалія           | Кваліфікація на Євро-2000        |
| 52. | 31 травня 2000    | 2–1     | Греція               | Товариський матч                 |
| 53. | 3 вересня 2000    | 1–0     | Литва                | Кваліфікація на ЧС-2002          |
| 54. | 15 листопада 2000 | 2–1     | Югославія            | Товариський матч                 |
| 55. | 24 березня 2001   | 0–2     | Італія               | Кваліфікація на ЧС-2002          |
| 56. | 5 вересня 2001    | 2–0     | Югославія            | 2002 Кваліфікація на ЧС-         |
| 57. | 6 жовтня 2001     | 1–1     | Грузія               | Кваліфікація на ЧС-2002          |
| 58. | 14 листопада 2001 | 1–1     | Словенія             | Кваліфікація на ЧС-2002, плей-оф |
| 59. | 12 жовтня 2002    | 0–1     | Норвегія             | Кваліфікація на Євро-2004        |
| 60. | 16 листопада 2005 | 3–0     | Нігерія              | Товариський матч                 |
| 61. | 7 жовтня 2006     | 3–1     | Білорусь             | Кваліфікація на Євро-2008        |
| 62. | 26 березня 2008   | 3–0     | Росія                | Товариський матч                 |
| 63. | 31 травня 2008    | 4–0     | Чорногорія           | Товариський матч                 |
| 64. | 11 лютого 2009    | 1–2     | Хорватія             | Товариський матч                 |
| 65. | 9 вересня 2009    | 1–1     | Австрія              | Кваліфікація на ЧС-2010          |

## Важливі матчі
| Дата       | Матч                     | Результат      | Примітки |
| ---------- | ------------------------ | -------------- | --- |
| 04.04.1974 | «Стяуа» — «ОФК Белград»  | 2–2            | Товариська гра, відкриття стадіону. |
| 28-04-1974 | «Стяуа» — «Брашов»       | 2–2            | Перший офіційний матч на стадіоні. |
| 23-03-1977 | Румунія — Туреччина      | 4–0            | Балканський кубок. Перша гра, збірної Румунії на стадіоні. |
| 03-10-1979 | «Стяуа» — «Янг Бойз»     | 6–0            | Найбільша перемога «Стяуа» у єврокубках. |
| 16-04-1986 | «Стяуа» — «Андерлехт»    | 3–0            | Півфінал Кубка європейських чемпіонів. Після цієї перемоги «Стяуа» вийшла у фінал турніру. |
| 06-04-1988 | «Стяуа» — «Бенфіка»      | 0–0            | Півфінал Кубка європейських чемпіонів. |
| 07-12-1988 | «Стяуа» — «Корвінул»     | 11–0           | Найбільша перемога «Стяуа» в Лізі I. |
| 15-03-1989 | «Стяуа» — «Гетеборг»     | 5–1            | Чвертьфінал Кубка європейських чемпіонів. |
| 04-04-1989 | «Стяуа» — «Галатасарай»  | 4–0            | Півфінал Кубка європейських чемпіонів. Важлива перемога для «Стяуа», яка практично відкрила двері до фіналу турніру.                                                                            |
| 15-11-1989 | Румунія — Данія          | 3–1            | Після цієї перемоги збірна Румунія пройшла кваліфікацію на чемпіонату світу 1990 року, перший чемпіонат світу, який збірна відвідала за останні двадцять років.                                 |
| 04.04.1998 | Стяуа — Динамо           | 5–0            | Дивізія І, найбільша перемога «Стяуа» над «Динамо». |
| 31-05-1998 | Греція U21 — Іспанія U21 | 0–1            | Фінал молодіжного чемпіонату Європи з футболу до 21 року. |
| 25-02-2005 | Стяуа — «Валенсія»       | 2–0 (пен. 4–3) | «Стяуа» виграло в серії пенальті і вийшов в 1/8 фіналу Кубка УЄФА. Багато хто вважає цю гру найважливішою перемогою за останні 15 років, що поклала початок «новій ері» для румунської команди. |

## Фотогалерея

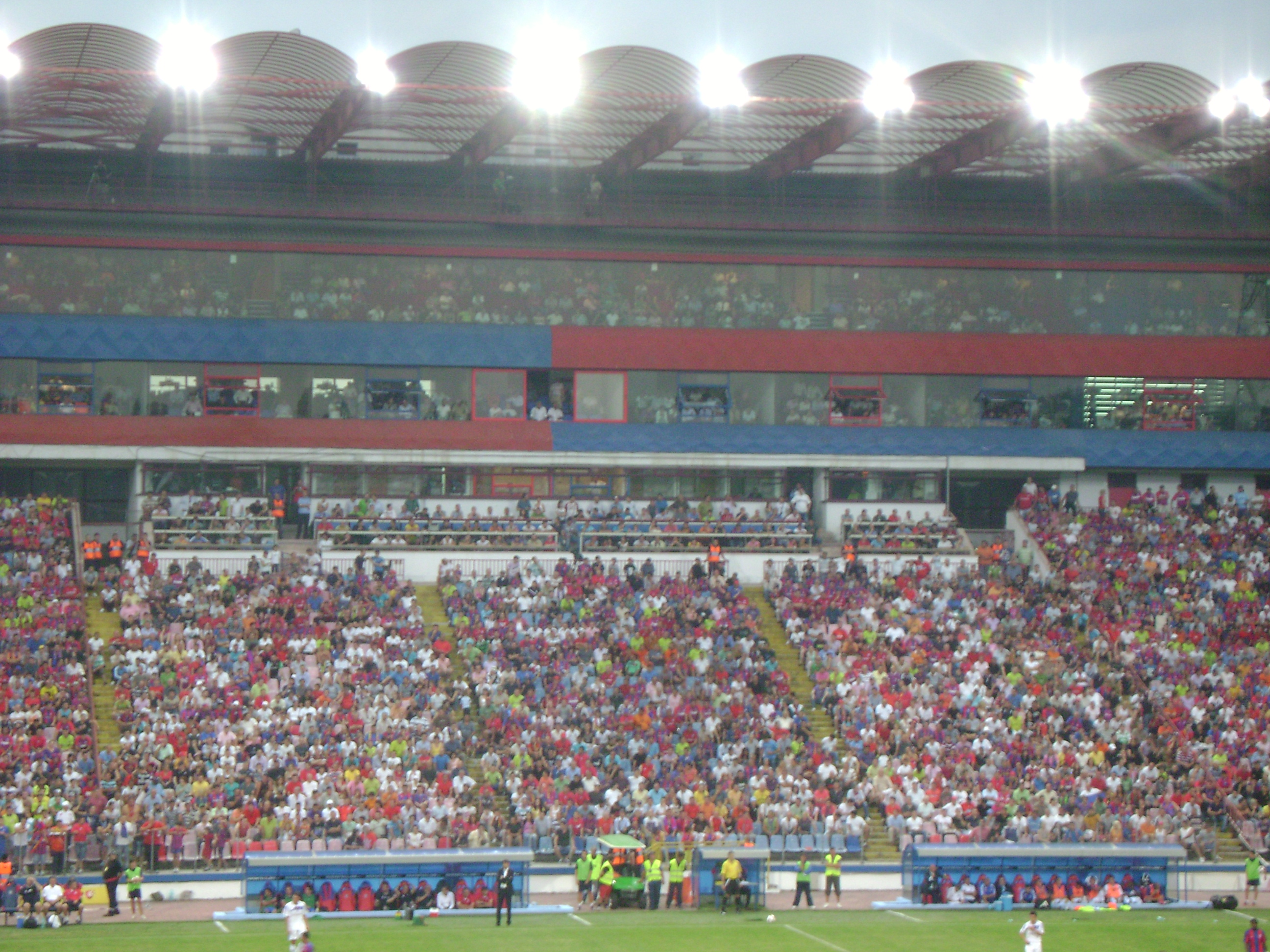
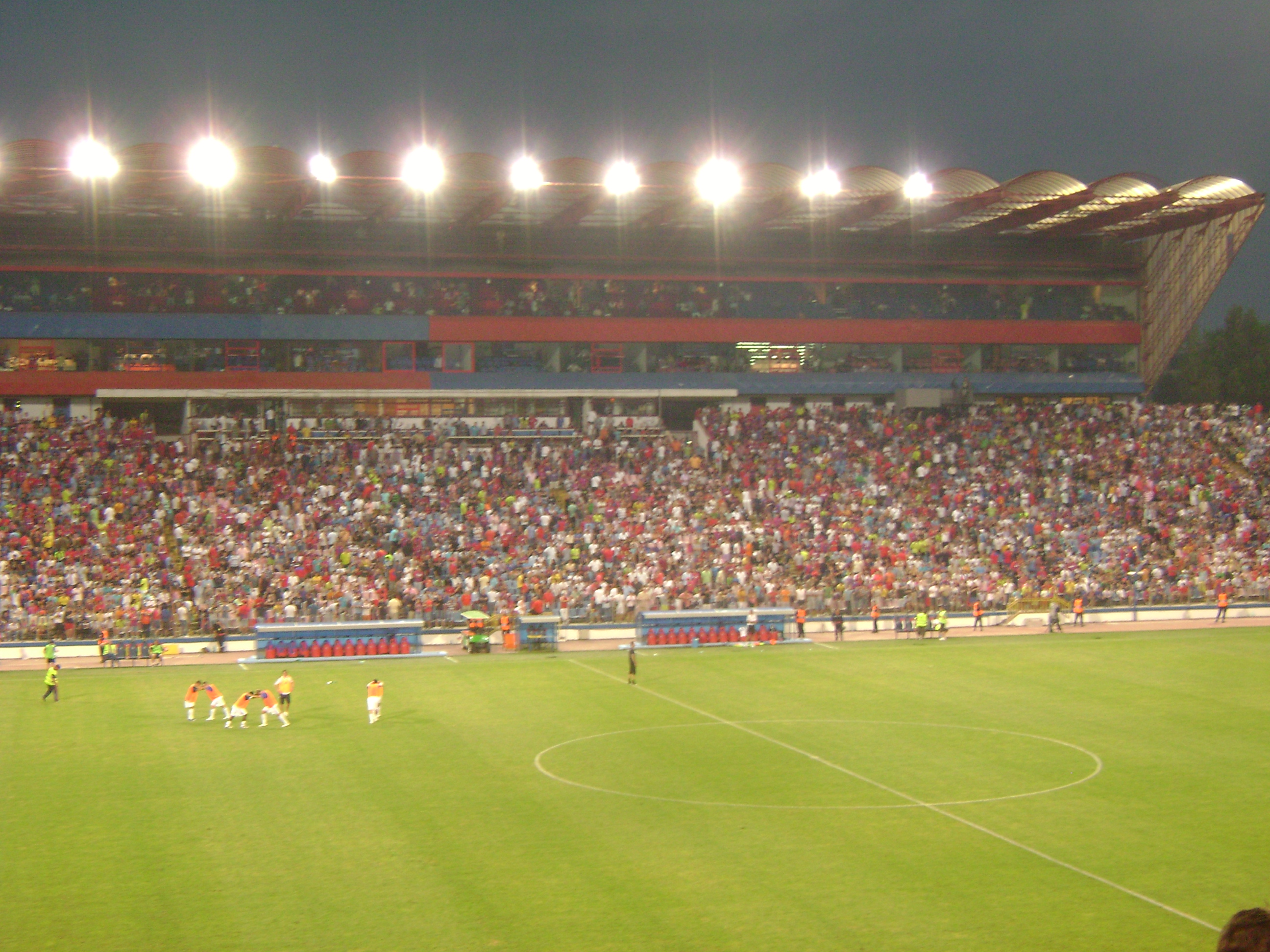
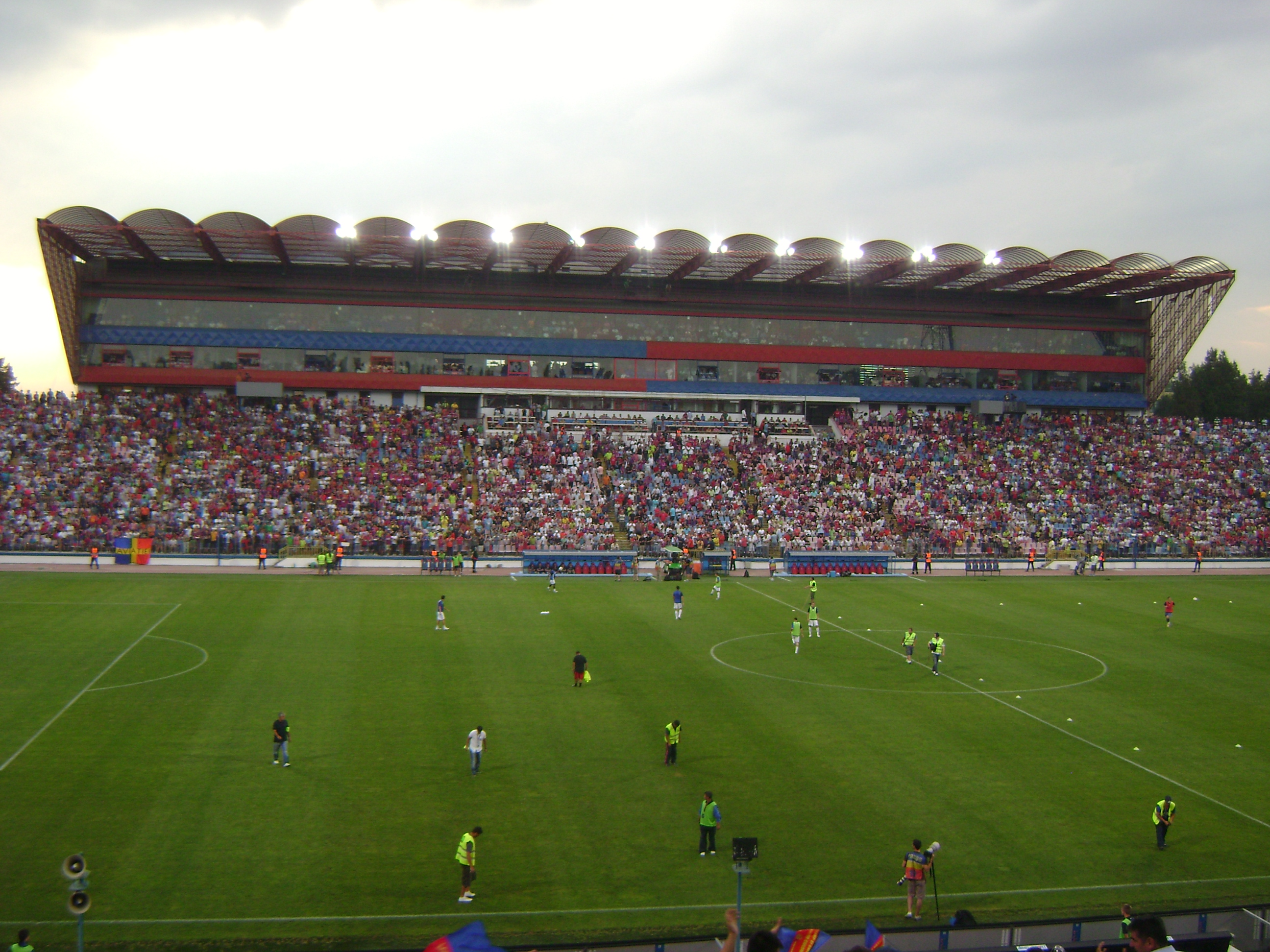
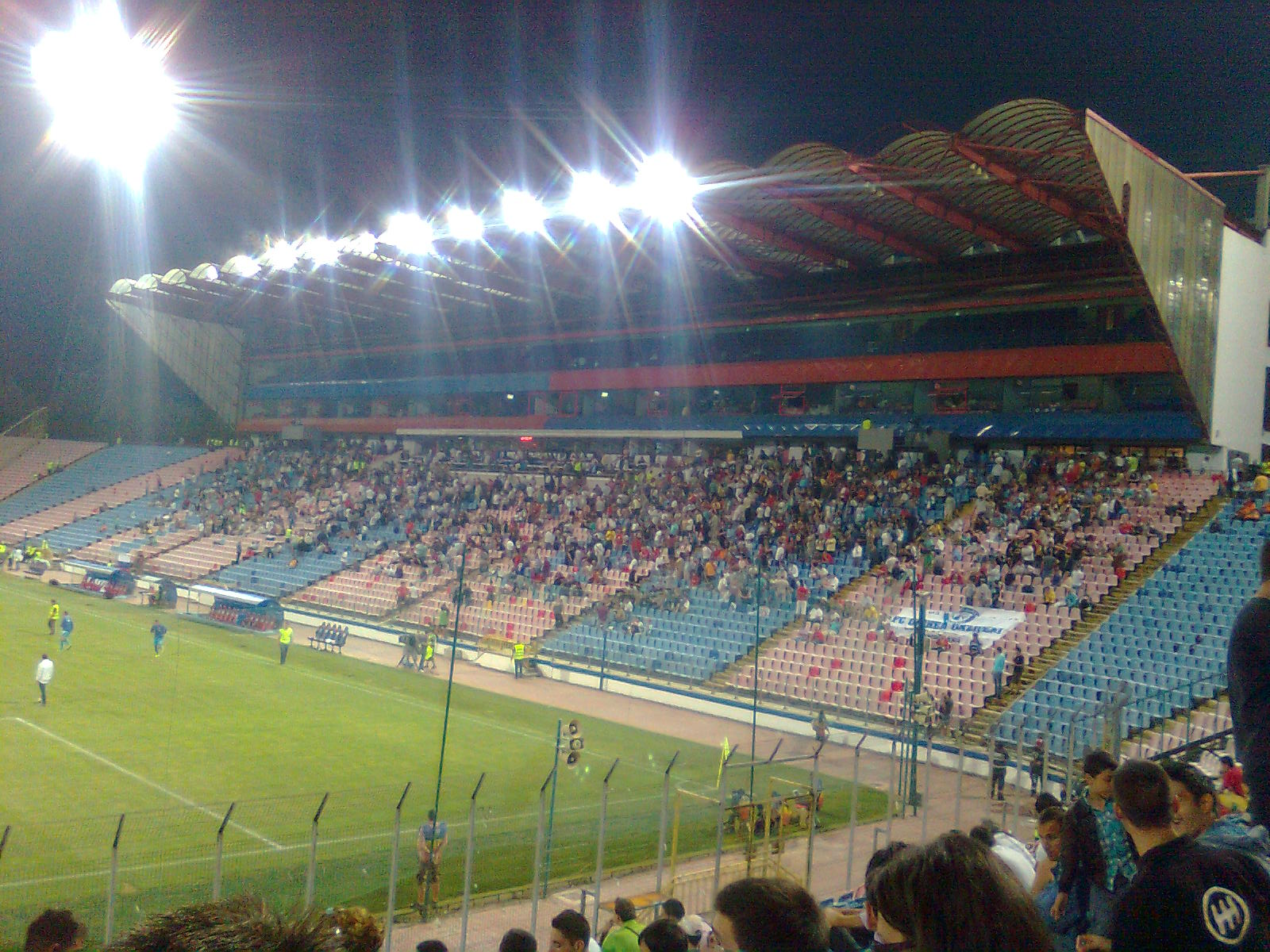
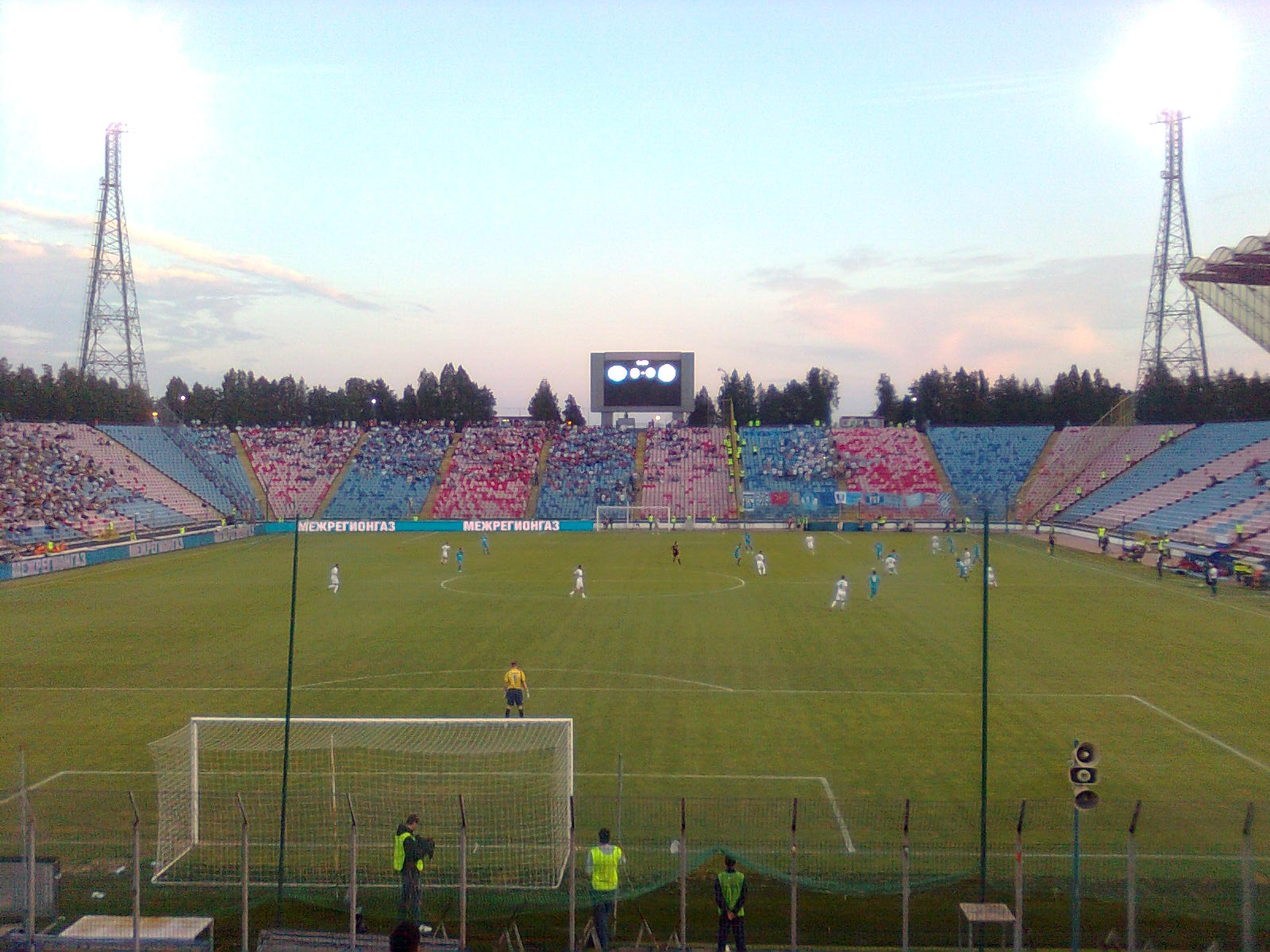
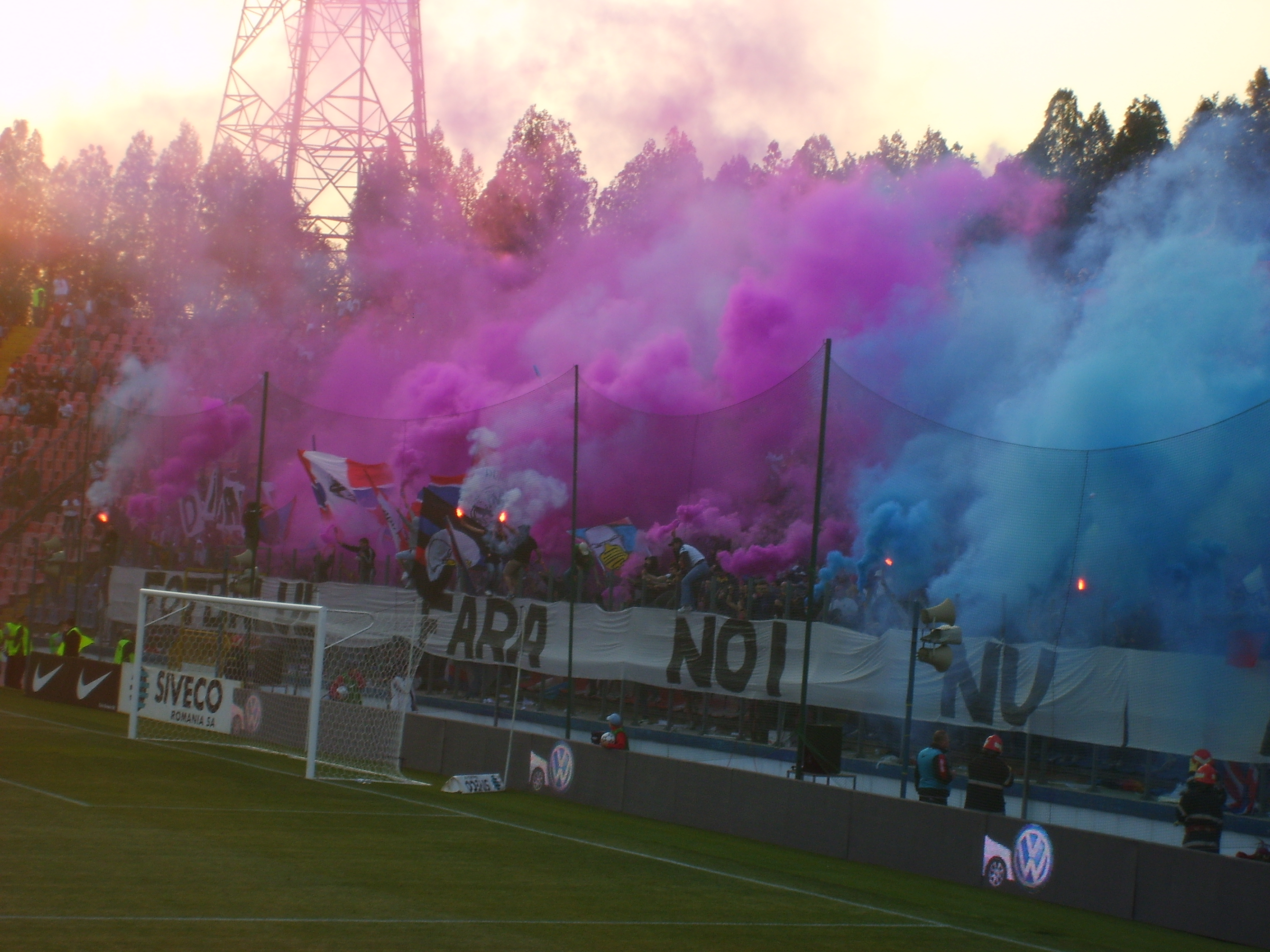
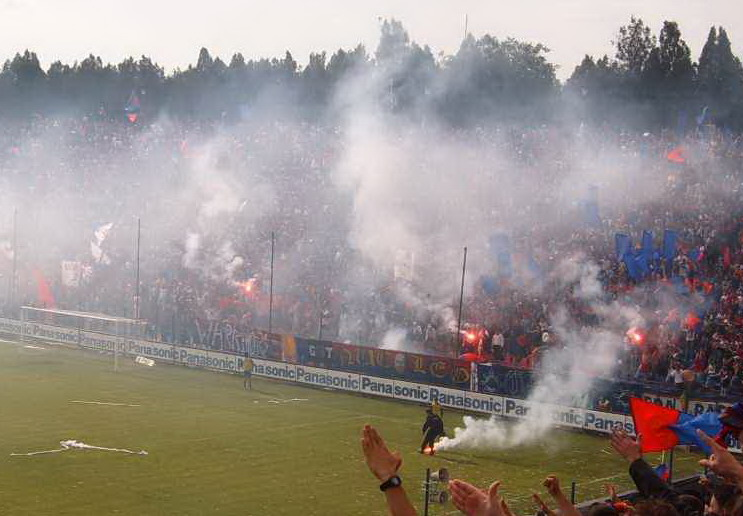
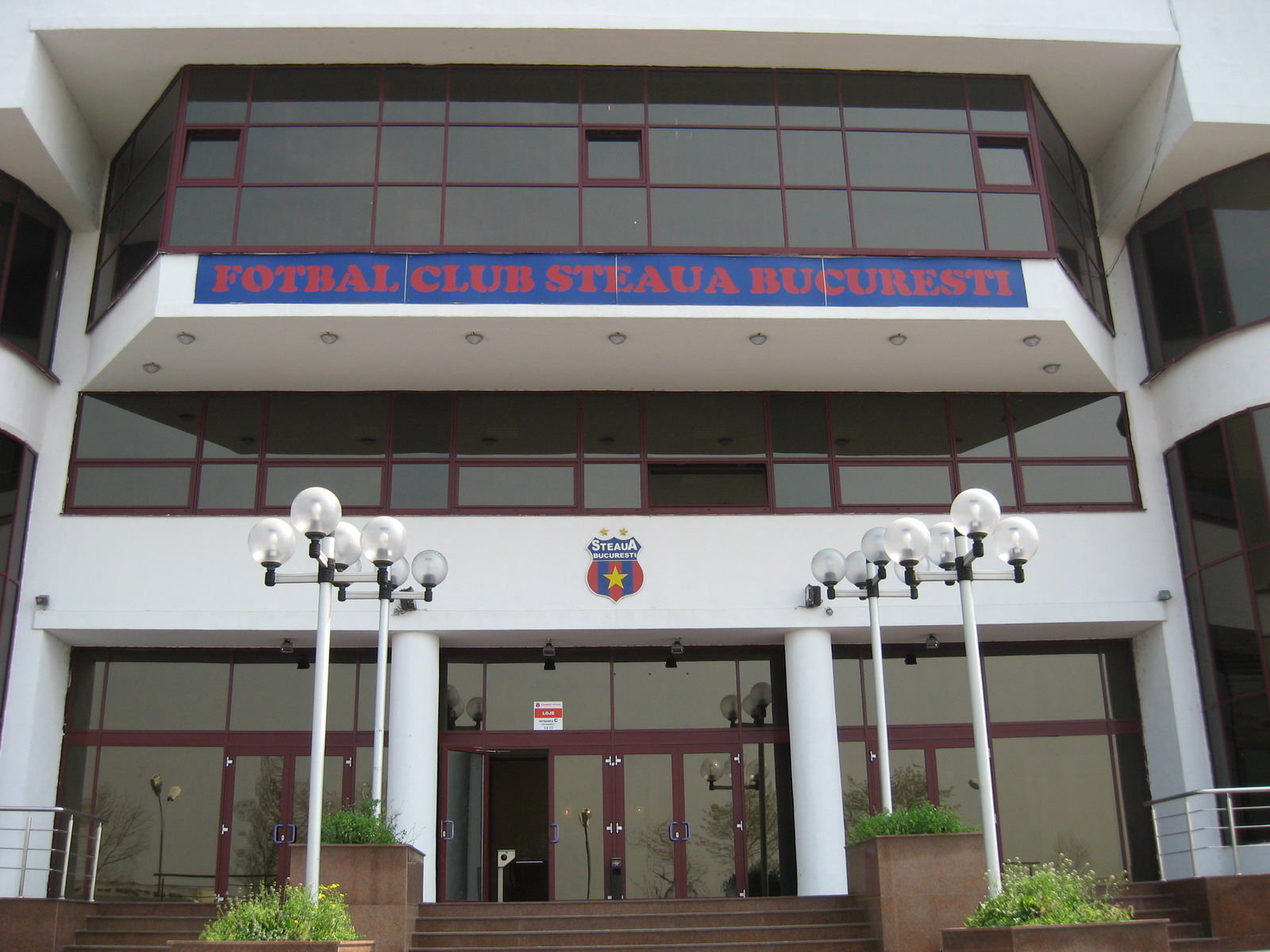
Головний вхід стадіону